# Battle Cry (cântec de Angel Haze)
„Battle Cry” este un cântec al rapperiței americane Angel Haze. Acesta a fost lansat ca și cel de-al doilea disc single de pe albumul lui Haze de debut Dirty Gold (2013), la data de 9 ianuarie 2014. Cântecul produs de Greg Kurstin, include vocale din partea cantautoarei Australiane Sia.

## Videoclipul
Un videoclip oficial al cântecului a fost regizat de către Frank Borin și a fost lansat pe contul lui Haze oficial de VEVO pe data de 14 februarie 2014. Videoclipul a fost nominalizat pentru categoria „Best Video with a Social Message” la MTV Video Music Awards 2014.

## Lista pieselor
- Remixes EP[4]

1. „Battle Cry (MK Remix)” – 8:25
2. „Battle Cry (Levi Lennox Remix)” – 4:07
3. „Battle Cry (Yumi And the Weather Remix)” – 4:26
4. „Battle Cry (Kudu Blue Remix)” – 4:18

## Clasamente
| Clasament (2015)                | Poziție maximă |
| ------------------------------- | -------------- |
| Regatul Unit (UK Singles Chart) | 61             |
| Regatul Unit (UK R&B Chart)     | 12             |